# Eolo (auto)

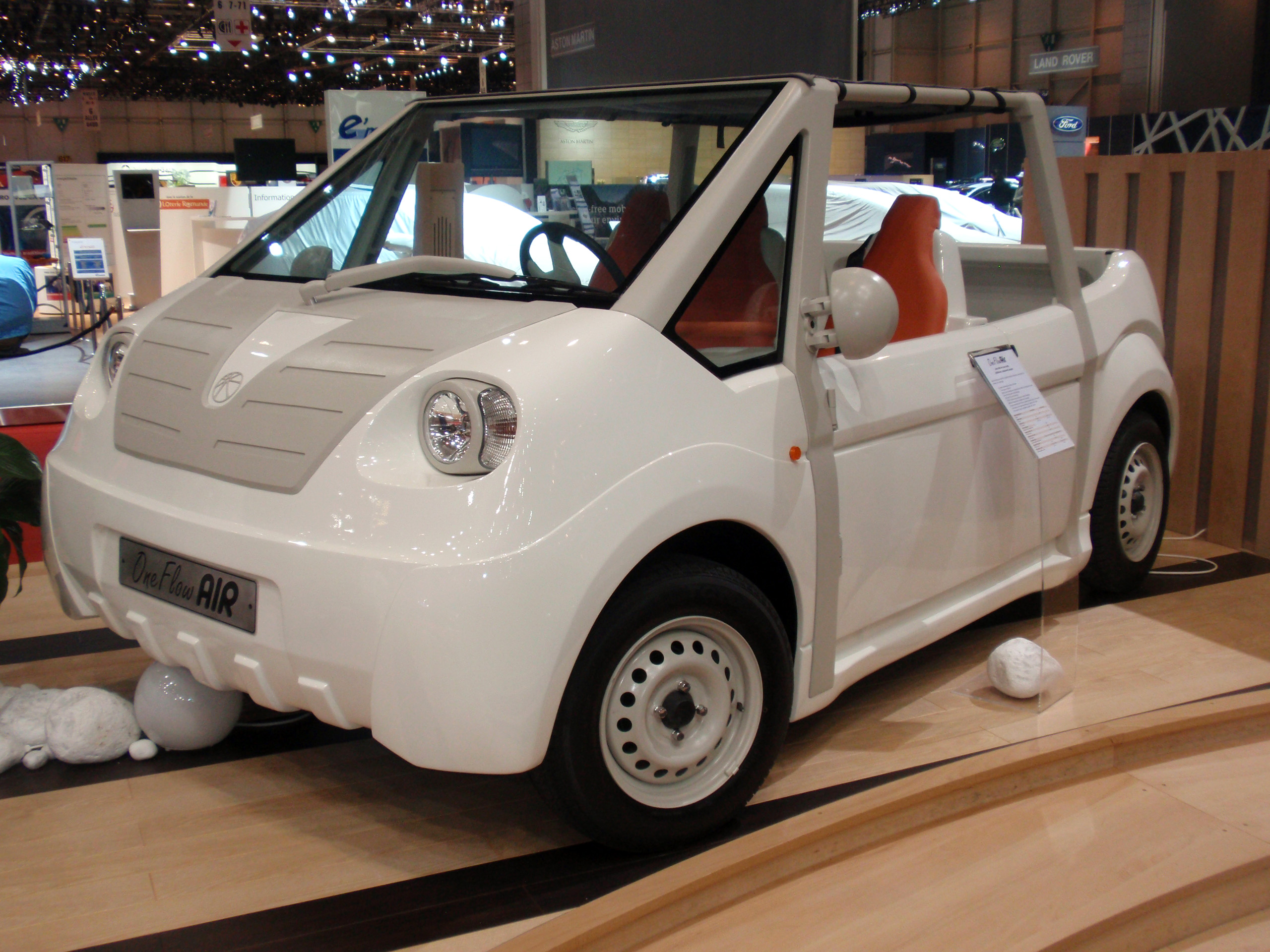
Il prototipo MDI One Flow Air al Salone di Ginevra del 2009

Eolo è la prima autovettura ad aria compressa inventata da Guy Nègre e la cui produzione è stata prevista da parte della Moteur Developpement International (MDI); quest'ultima, a sua volta, ha ceduto la licenza per la costruzione e la commercializzazione della stessa ad altre società come, ad esempio, in Italia, la Eolo Italia.
Il primo prototipo fu presentato nel 2001 al Motorshow di Bologna ma la macchina non è mai entrata in produzione.

## Funzionamento teorico
Utilizza l'espansione d'aria come vettore di energia.
L'aria compressa esce da serbatoi a temperatura estremamente bassa e con pressione elevata, circa 300 bar. L'espansione dell'aria viene quindi utilizzata per muovere un pistone o una turbina collegati ad un albero. L'efficienza di un motore ad aria compressa è del 10% senza contare gli attriti.
La costruzione in condizioni reali di utilizzo provoca però un problema tecnologico difficilmente superabile: l'aria compressa, decomprimendosi da così alte pressioni si raffredda fino a -40 °C e fa congelare la condensa sempre presente nell'aria, anche se essiccata, all'interno dell'impianto del motore, bloccandolo dopo pochi minuti di utilizzo. Non vi è al momento notizia di auto prodotte con questa tecnologia che siano state in grado di funzionare in condizioni normali per più di pochi minuti.
Eolo si dovrebbe collegare ad una normale presa di corrente elettrica: in cinque ore circa, il compressore di cui è dotata riempirebbe le bombole dell'aria compressa necessaria alla locomozione.

## Caratteristiche dichiarate
- Il costo previsto per percorrere 100 km sarebbe di 0,77 euro. Ipotizzando un costo per kilowattora di 0,2 € ciò equivarrebbe a percorrere 100 km con 3,85 kWh di energia, ovvero a muoversi per 100 km consumando circa la stessa energia di due lampadine ad incandescenza da 80 W, accese per un'intera giornata.
- Dovrebbe avere un'autonomia di 300 km, ovvero, secondo i dati forniti, la capacità di immagazzinare all'11,5 kWh.
- Dallo scarico esce solo aria, ad una temperatura di circa -10° (l'aria può essere riciclata per il sistema di condizionamento).
- Ha il vantaggio d'essere totalmente non inquinante, salvo ovviamente l'eventuale inquinamento generato nella produzione di energia elettrica.
- 3 minuti per fare un pieno (novanta metri cubi di aria).
- Velocità massima 110 km/h, non sono stati forniti dati circa l'autonomia a tale velocità.
- Olio vegetale da cambiare ogni 50.000 km.

## Problemi di produzione
Al momento attuale non esiste ancora nessuna produzione di questo tipo di veicolo, seppure l'inizio della stessa fosse stata inizialmente promessa addirittura per il 1997 ed in seguito posticipata una prima volta al 2002 ed in seguito al 2004. Risultano solamente allo studio da parte della MDI due modelli, MiniCAT quale micro vettura da città (sulla falsariga della Smart Fortwo) e la CityCAT per le percorrenze maggiori.
In Italia, l'autovettura ad aria compressa, dopo la sua presentazione statica, in pompa magna, al Motorshow di Bologna del 2001, avrebbe dovuto esser messa in produzione nel 2003 presso lo stabilimento di Ferentino (Frosinone), ma per gravi problemi sui diritti con la MDI non si è riusciti né a costruirle né a metterle in commercio.
I 76 dipendenti assunti in Italia dallo stabilimento produttivo furono messi in cassa integrazione e nel 2005 furono, infine, licenziati data l'impossibilità d'iniziarne la produzione.

## Problemi tecnici
Nel tempo sono sopraggiunti dei problemi tecnici, tuttora non risolti, che hanno fermato lo sviluppo della Eolocar. Tra questi il più importante è la già citata formazione di ghiaccio nel motore.
È da notare che l'energia necessaria per comprimere l'aria a pressioni elevate non è trascurabile e quindi l'automobile sposterebbe l'inquinamento dall'automobile vera e propria all'impianto che produce l'energia utilizzata per alimentare il compressore che ricarica l'automobile.
Un altro problema tecnico dell'automobile è legato alla ridotta potenza del motore. Essendo il motore di ridotta potenza l'automobile è realizzata principalmente in fibra di vetro, un materiale leggero ed economico ma anche fragile. Quindi in caso di incidente la scocca fornirebbe una ridotta protezione al passeggero della vettura.

## Ritorno in produzione

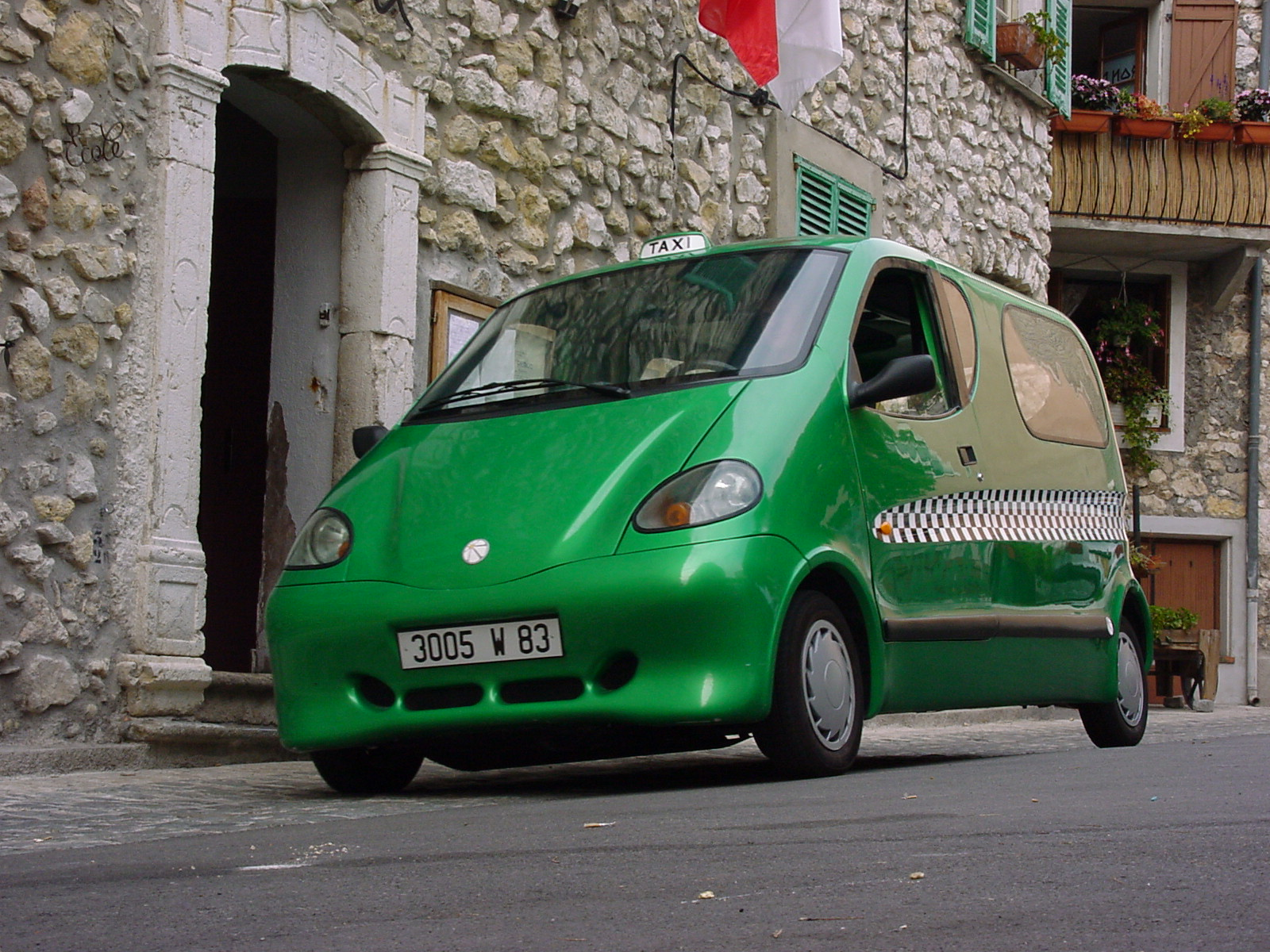
Il prototipo MDI-Tata Cat del 2008

Il 7 febbraio 2007 il gruppo MDI annunciò di aver concesso al costruttore automobilistico indiano Tata Motors la licenza per la costruzione di prodotti che sfruttino la tecnologia del suo motore ad aria compressa.
Su tutti i modelli, rispetto a quelli precedenti, sarebbe stato installato un telefono vivavoce GSM incorporato e un GPS e, inoltre, una scheda elettronica per l'accensione. La messa in commercio in India era prevista per il 2008, ma successivamente non si sono più avute notizie della messa in produzione del mezzo.
A giugno 2012, la MDI annunciò nuovamente che entro metà del 2013 l'auto sarebbe stata finalmente in vendita e in varie versioni, anche con motore combinato aria + diesel. In occasione dell'annuncio furono diffusi ai media alcuni pdf che illustravano i concept di produzione e distribuzione nonché le foto dei vari modelli..
Ma non si seppe più nulla della messa in produzione dell'auto. Anche le voci di una possibile produzione in Sardegna, in uno stabilimento nei pressi di Nuoro, non ebbero alcun riscontro pratico.
Alla fine del mese di giugno 2014 fu presentata a Cagliari la AirPod 2.0, che si differenziava dalla prima versione per la linea esterna e per l'eliminazione dei due posti contromarcia. Alla presentazione i dirigenti della Air Mobility s.r.l. dichiararono che l'auto sarebbe stata prodotta in un nuovo stabilimento situato a Bolotana (NU) e commercializzata entro la fine del 2014. Il 24 giugno 2016 muore Guy Nègre.
A giugno 2021 nel sito indicato per la produzione esistono solo due capannoni vuoti peraltro già esistenti prima del 2014.